# Armen Halburian
Armen Halburian (* 25. Dezember 1933 in New York City; † 16. März 2011 in Ringwood, New Jersey) war ein US-amerikanischer Schlagzeuger und Perkussionist, der im Bereich des Jazz und Fusion sowie als Studiomusiker bekannt wurde.

## Leben und Wirken
Halburian begann mit zwölf Jahren Schlagzeug zu spielen; siebzehnjährig tourte er als professioneller Musiker. Nach seinem zweijährigen Militärdienst spielte er im Trio von Marian McPartland, bevor er nach New York zurückkehrte, um im Hauptberuf in einem Fotogeschäft zu arbeiten. Mit seinem Instrumentarium, zu dem auch Gongs, Glocken und das Dumbeg gehörten, nahm er Bezug auf seine armenischen Wurzeln. 1970 arbeitete er mit Joe Farrell. Mit Michal Urbaniak, Zbigniew Seifert, Tomasz Stańko, Urszula Dudziak wirkte er 1972 an den Tributalbum We’ll Remember Komeda mit. 1973 spielte er auf Larry Youngs Album Lawrence of Newark mit. Ab Mitte der 1970er Jahre war er ein langjähriges Mitglied von Herbie Manns Family of Mann und ist u. a. auf dessen Atlantic-Alben London Underground und Discoteque, (1975) zu hören. Daneben arbeitete er mit John Fischers (Interface, 1975). 1977 nahm er ein Duoalbum mit Miroslav Vitouš auf (Miroslav auf dem Label Freedom). Er wirkte in dieser Zeit als Studiomusiker außerdem bei Aufnahmen von Leonard Cohen (New Skin for the Old Ceremony, 1974), bei Richard Harris’ The Prophet Kahlil Gibran (mit Arif Mardin 1975), Ryō Kawasaki (Ring Toss, 1977), Dave Liebman (Lookout Farm, ECM, 1974) und Woody Shaw (Rosewood, 1977) mit. Ende der 1970er Jahre spielte er bei Roy Ayers, dann arbeitete er bei Matt Garbo und Tennyson Walters. Zuletzt trat er 2009 in Bergenfield mit der Latin-Jazzband Cactus Salad auf. Halburian, der auch mehrere Erfindungen im Perkussionsbereich gemacht hatte, starb im März 2011 an Krebs.